# Rosalba Neri

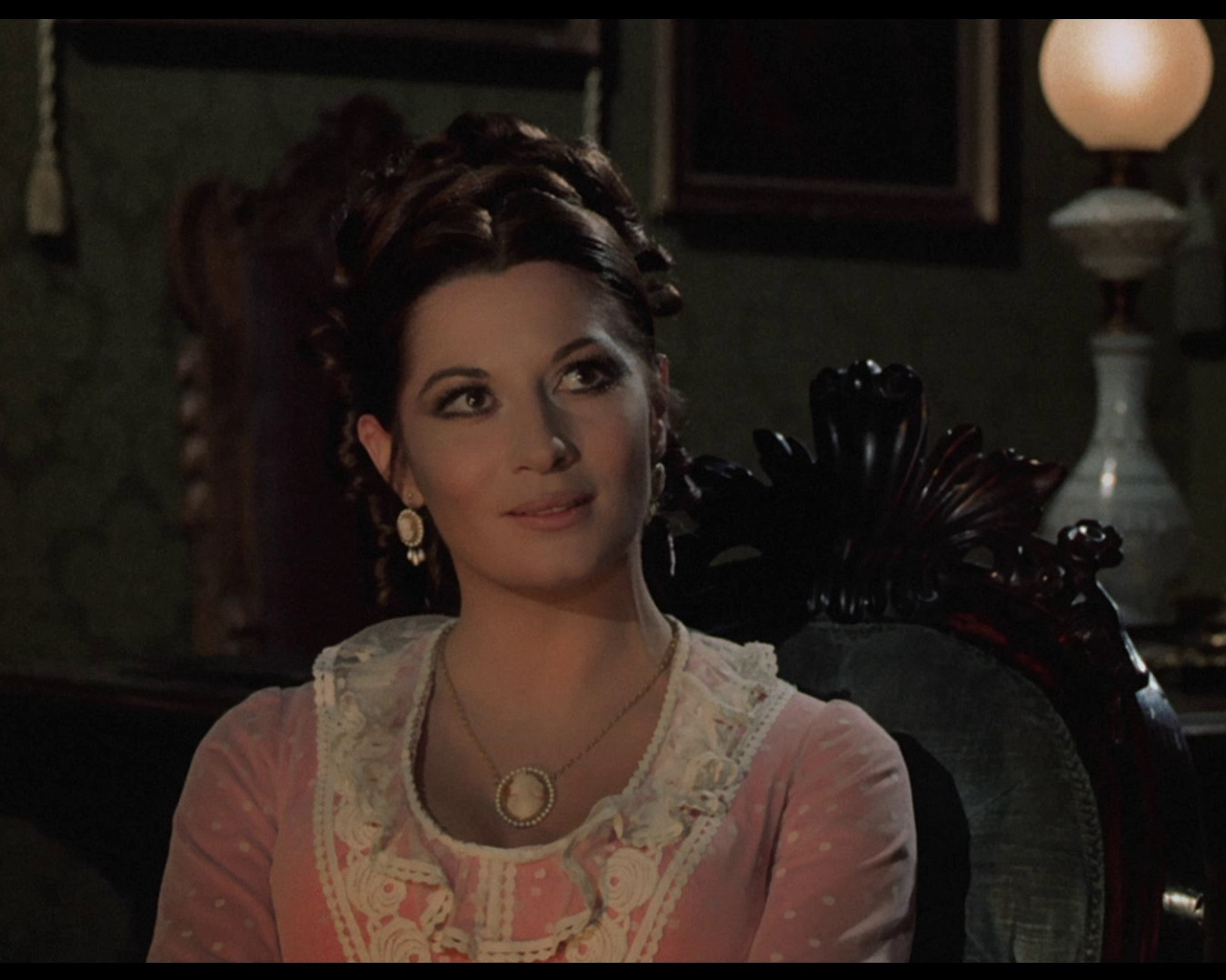
Rosalba Neri im Lady Frankenstein

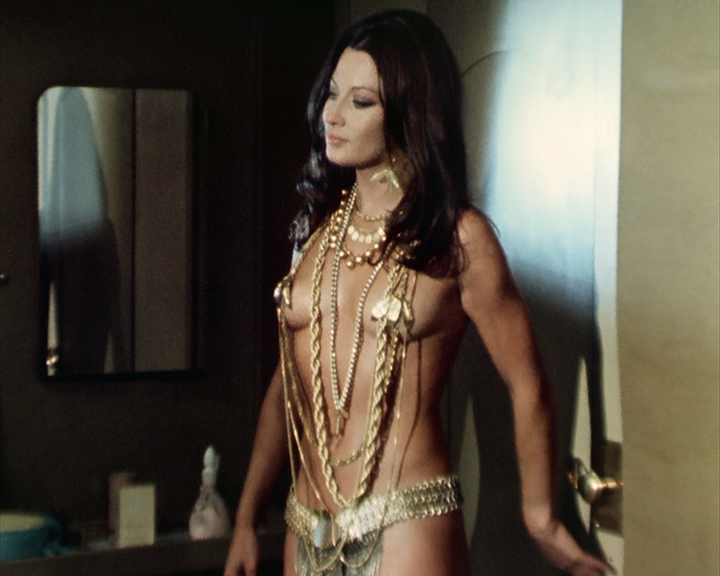
Rosalba Neri im Sklaven ihrer Triebe

Rosalba Neri (* 19. Juni 1939 in Forlì, Emilia-Romagna) ist eine italienische Schauspielerin. Sie gilt insbesondere durch ihre Mitwirkung in einigen Low-Budget-Horrorfilmen und Erotikdramen in den 1970er Jahren als Ikone des europäischen Genrefilms.

## Leben
Neri erhielt ihr Schauspiel-Diplom am Centro Sperimentale di Cinematografia 1959. Bereits mit 19 Jahren hatte sie ihre Filmlaufbahn mit einer kleinen Rolle in Luigi Comencinis Komödie Freundinnen (1958) begonnen. Es folgte Roberto Rossellinis preisgekröntes Drama Es war Nacht in Rom (1960) und eine stattliche Anzahl von Genrefilmen, wie die Verfilmung der Abenteuer eines altägyptischen Hofarztes mit Der Fluch des Pharao (1960). Zumeist als verruchte Dame, böse Königin oder Schurkin besetzt, trat sie in mehreren Sandalenfilmen auf und spielte ab Mitte der 1960er Jahre in mehreren Agentenfilmen, aber auch in etlichen Italowestern. Neri nahm seit Ende der 1960er, als sie ihre Filmarbeit intensivierte, auch Rollen in einigen italienischen Thrillern (Giallo) und zunehmend in Horror- und Erotikfilmen mit teilweise freizügigen Szenen an. Auf einigen Titelbildern von Magazinen wie „Playmen“ oder „Io“ war Neri zu sehen.
Mitte der 1970er Jahre zog sie sich, nach der Heirat mit dem Produzenten zweier ihrer Werke, Harry Cusher, allmählich aus dem Filmgeschäft zurück und widmete sich verstärkt ihrer Familie. Für einige Filme verwendete sie das Pseudonym Sara Bey bzw. Sara Bay. In etlichen Interviews, die auf DVD-Ausgaben ihrer Filme erschienen, nahm sie Stellung zu ihrer Karriere.
In diversen Online-Datenbanken werden ihr auch die Filme einer anderen italienischen Schauspielerin mit ähnlichem Namen zugeschrieben: Rosalina Neri.

## Filmografie (Auswahl)
- 1958: Freundinnen (Mogli pericolose)
- 1960: Es war Nacht in Rom (Era notte a Roma)
- 1960: Der Fluch des Pharao (Il sepolcro dei re)
- 1960: Das Schwert von Persien (Ester e il re)
- 1962: Herr der Wüste (Il sceicco rosso)
- 1963: Die Eroberung von Mykene (Ercole contro Molock)
- 1964: Angélique (Angélique, marquise des anges)
- 1964: Samson gegen die Korsaren des Teufels (Sansone contro il Corsaro nero)
- 1964: Der Tribun von Rom (Coriolano, l'eroe senza patria)
- 1964: Die unbesiegbaren Drei (Gli invincibili tre)
- 1965: Angélique, 2. Teil (Merveilleuse Angélique)
- 1965: Das Geheimnis der roten Blume (Kindar l'invulnerabile)
- 1965: Gideon und Samson (I grandi condottieri)
- 1965: Höllenhunde des Secret Service (Superseven chiama Cairo)
- 1966: Arizona Colt (Arizona Colt)
- 1966: Dinamita Jim
- 1966: Heißer Tatort Tripolis (Password uccidete agente Gordon)
- 1966: Johnny Yuma
- 1966: Der Mann mit den tausend Masken (Upperseven, l'uomo da uccidere)
- 1967: Wanted Johnny Texas
- 1967: Lucky M. füllt alle Särge (Lucky, el intrépido)
- 1967: Operation Taifun (Con la muerte a la espalda)
- 1967: Feuer frei auf Frankie
- 1967: Sein Wechselgeld ist Blei (I giorni della violenza)
- 1967: Hochkarätiger Einsatz (L'uomo del colpo perfetto)
- 1967: Killer adios (Killer, adios)
- 1968: Seine Winchester pfeift das Lied vom Tod (I lunghi giorni dell'odio)
- 1968: Keine Rosen für OSS 117 (Pas de roses pour OSS 117)
- 1968: Ich bin ein entflohener Kettensträfling (Vivo per la tua morte)
- 1968: Für ein paar Leichen mehr (Sonora)
- 1969: Der blauäugige Bandit (Barbagia (La società del malessere))
- 1969: Der heiße Tod (99 mujeres)
- 1969: Sklaven ihrer Triebe (Top Sensation)
- 1969: Marquis de Sade: Justine
- 1969: Die Folterkammer des Dr. Fu Man Chu
- 1969: La taglia è tua… l’uomo l’ammazzo io
- 1970: Der Tod sagt Amen (Arizona si scatenò… e li fece fuori tutti!)
- 1970: Frau Wirtin bläst auch gern Trompete
- 1971: Das Schloss der blauen Vögel (La bestia uccide a sangue freddo)
- 1971: Zeig mir das Spielzeug des Todes (Il giorno del giudizio)
- 1971: Bitterer Whisky (Fieras sin jaula)
- 1971: Lady Frankenstein (La figlia di Frankenstein)
- 1972: Das Auge des Bösen (Casa d'appuntamento)
- 1972: Judas… ¡toma tus monedas!
- 1972: Monta in sella, figlio di…
- 1973: Kennst Du das Land, wo blaue Bohnen blüh’n? (Lo chiamavano Tresette… giocava sempre col morto)
- 1973: Der Barmherzige mit den schnellen Fäusten (Sentivano… uno strano, eccitante, pericoloso puzzo di dollari)
- 1973: Tödlicher Hass (Tony Arzenta)
- 1974: Das Haus der Angst (La casa della paura)
- 1974: Zehn Cowboys und ein Indianerboy (Dieci bianchi uccisi da un piccolo Indiano)
- 1974: Cugini Carnali
- 1975: Libera, amore mio!